# Sliema Wanderers
Der Sliema Wanderers Football Club ist ein maltesischer Fußballverein aus Sliema.

## Geschichte
1909 als Sliema Wanderers FC gegründet, nannte sich der Klub 1918 kurzzeitig Sliema Amateurs, ehe er wieder seinen alten Namen annahm. 
In seiner Anfangszeit spielte die Mannschaft in gelben Trikots und schwarzen Hosen.
Die Saison 1919/20 brachte dem Klub die erste maltesische Meisterschaft ein. Mehrere Meisterschaften folgten und 1935 gelang auch erstmals der Sieg im nationalen Pokal. 1939 trat der Sliema Rangers FC dem Klub bei. 1944 nannte sich der Klub für eine Saison Sliema Athletic, seit 1945 trägt er wieder den heutigen Namen.
Insgesamt konnte der Verein 26 Meistertitel feiern und ist damit Rekordmeister auf der Insel. Zusätzlich gelangen 20 Pokalsiege. Außerdem wurde man 30 Mal Vizemeister und kann noch 19 Finalteilnahmen verbuchen, in denen man unterlegen war. Der letzte Pokalsieg gelang 2009 nach Elfmeterschießen gegen den FC Valletta, 2005 konnte man mit sechs Punkten Vorsprung auf den FC Valletta den letzten Meistertitel gewinnen.
Am 29. Juni 1965 gelang Sliema Wanderers auf Manoel Island ein 1:0-Erfolg gegen den griechischen Verein Panathinaikos Athen. Es war der erste Sieg einer maltesischen Vereinsmannschaft in einem europäischen Wettbewerb. Nach dem Schlusspfiff stürmten Hunderte begeisterte Anhänger das Spielfeld, um ihre Helden vom Platz zu tragen. Drei Jahre später schrieben die Wanderers erneut Geschichte, als es ihnen durch einen Erfolg gegen den luxemburgischen Vertreter US Rumelange als erstem maltesischen Verein gelang, die zweite Runde eines europäischen Wettbewerbs zu erreichen. 1996 schrieben die Wanderers bereits zum dritten Mal Europapokal-Geschichte, als ihnen beim georgischen Vizemeister Margveti Sestaponi der erste Auswärtssieg einer maltesischen Mannschaft in einem europäischen Wettbewerb gelang.
Als größter Rivale der Wanderers gilt der FC Floriana. In Anlehnung an die Rivalität der beiden Glasgower Vereine Celtic und Rangers spricht man bei den Duellen der beiden Klubs vom „maltesischen Old Firm“.

## Erfolge
- Maltesischer Meister (26): 1920, 1923, 1924, 1926, 1930, 1933, 1934, 1936, 1938, 1939, 1940, 1949, 1954, 1956, 1957, 1964, 1965, 1966, 1971, 1972, 1976, 1989, 1996, 2003, 2004, 2005
- Maltesischer Pokal (22): 1935, 1936, 1937, 1940, 1946, 1948, 1951, 1952, 1956, 1959, 1963, 1965, 1968, 1969, 1974, 1979, 1990, 2000, 2004, 2009, 2016, 2024
- Maltesischer Supercup (3): 1996, 2000, 2009

## Europapokalbilanz
| Saison    | Wettbewerb                    | Runde                  | Gegner                | Gesamt    | Hin       | Rück    |
| --------- | ----------------------------- | ---------------------- | --------------------- | --------- | --------- | ------- |
| 1963/64   | Europapokal der Pokalsieger   | 1. Runde               | Borough United        | 0:2       | 0:0 (H)   | 0:2 (A) |
| 1964/65   | Europapokal der Landesmeister | Vorrunde               | Dinamo Bukarest       | 0:7       | 0:2 (H)   | 0:5 (A) |
| 1965/66   | Europapokal der Landesmeister | Vorrunde               | Panathinaikos Athen   | 2:4       | 1:4 (A)   | 1:0 (H) |
| 1966/67   | Europapokal der Landesmeister | Qualifikation          | ZSKA Sofia            | 1:6       | 1:2 (H)   | 0:4 (A) |
| 1968/69   | Europapokal der Pokalsieger   | 1. Runde               | US Rumelange          | (a)2:2(a) | 1:0 (H)   | 1:2 (A) |
| 1968/69   | Europapokal der Pokalsieger   | 2. Runde               | Randers Freja         | 0:8       | 0:6 (A)   | 0:2 (H) |
| 1969/70   | Europapokal der Pokalsieger   | 1. Runde               | IFK Norrköping        | 2:5       | 1:5 (A)   | 1:0 (H) |
| 1970/71   | Messestädte-Pokal             | 1. Runde               | Akademisk BK Gladsaxe | 02:10     | 0:7 (A)   | 2:3 (H) |
| 1971/72   | Europapokal der Landesmeister | 1. Runde               | ÍA Akranes            | 4:0       | 4:0 (A)   | 0:0 (H) |
| 1971/72   | Europapokal der Landesmeister | 2. Runde               | Celtic Glasgow        | 1:7       | 0:5 (A)   | 1:2 (H) |
| 1972/73   | Europapokal der Landesmeister | 1. Runde               | Górnik Zabrze         | 00:10     | 0:5 (H)   | 0:5 (A) |
| 1973/74   | UEFA-Pokal                    | 1. Runde               | Lokomotive Plowdiw    | 0:3       | 0:2 (H)   | 0:1 (A) |
| 1974/75   | Europapokal der Pokalsieger   | 1. Runde               | Lahden Reipas         | 3:4       | 2:0 (H)   | 1:4 (A) |
| 1975/76   | UEFA-Pokal                    | 1. Runde               | Sporting Lissabon     | 2:5       | 1:2 (H)   | 1:3 (A) |
| 1976/77   | Europapokal der Landesmeister | 1. Runde               | Turun Palloseura      | (a)2:2(a) | 2:1 (H)   | 0:1 (A) |
| 1977/78   | UEFA-Pokal                    | 1. Runde               | Eintracht Frankfurt   | 0:5       | 0:5 (A)   | 0:0 (H) |
| 1979/80   | Europapokal der Pokalsieger   | 1. Runde               | Boavista Porto        | 2:9       | 2:1 (H)   | 0:8 (A) |
| 1980/81   | UEFA-Pokal                    | 1. Runde               | FC Barcelona          | 0:3       | 0:2 (H)   | 0:1 (A) |
| 1981/82   | UEFA-Pokal                    | 1. Runde               | Aris Saloniki         | 2:8       | 0:4 (A)   | 2:4 (H) |
| 1982/83   | Europapokal der Pokalsieger   | 1. Runde               | Swansea City          | 00:17     | 00:12 (A) | 0:5 (H) |
| 1987/88   | Europapokal der Pokalsieger   | 1. Runde               | Vllaznia Shkodra      | 0:6       | 0:2 (A)   | 0:4 (H) |
| 1988/89   | UEFA-Pokal                    | 1. Runde               | Victoria Bukarest     | 1:8       | 0:2 (H)   | 1:6 (A) |
| 1989/90   | Europapokal der Landesmeister | 1. Runde               | Nëntori Tirana        | 1:5       | 1:0 (H)   | 0:5 (A) |
| 1990/91   | Europapokal der Pokalsieger   | 1. Runde               | Dukla Prag            | 1:4       | 1:2 (H)   | 0:2 (A) |
| 1993/94   | Europapokal der Pokalsieger   | Vorrunde               | Degerfors IF          | 1:6       | 1:3 (H)   | 0:3 (A) |
| 1995/96   | UEFA-Pokal                    | Vorrunde               | Omonia Nikosia        | 1:5       | 0:3 (A)   | 1:2 (H) |
| 1996/97   | UEFA-Pokal                    | Vorrunde               | Margveti Sestaponi    | 4:3       | 1:3 (H)   | 3:0 (A) |
| 1996/97   | UEFA-Pokal                    | Qualifikation          | Odense BK             | 1:9       | 0:2 (H)   | 1:7 (A) |
| 1998      | UEFA Intertoto Cup            | 1. Runde               | Diósgyőr FC           | 2:5       | 0:2 (A)   | 2:3 (H) |
| 1999/2000 | UEFA-Pokal                    | Vorrunde               | FC Zürich             | 0:4       | 0:3 (H)   | 0:1 (A) |
| 2000/01   | UEFA-Pokal                    | Vorrunde               | Partizan Belgrad      | 3:5       | 2:1 (H)   | 1:4 (A) |
| 2001/02   | UEFA-Pokal                    | Qualifikation          | Matador Púchov        | 2:4       | 0:3 (A)   | 2:1 (H) |
| 2002/03   | UEFA-Pokal                    | Qualifikation          | Polonia Warschau      | 1:5       | 1:3 (H)   | 0:2 (A) |
| 2003/04   | UEFA Champions League         | 1. Qualifikationsrunde | Skonto Riga           | (a)3:3(a) | 2:0 (H)   | 1:3 (A) |
| 2003/04   | UEFA Champions League         | 2. Qualifikationsrunde | FC Kopenhagen         | 01:10     | 1:4 (A)   | 0:6 (H) |
| 2004/05   | UEFA Champions League         | 1. Qualifikationsrunde | FBK Kaunas            | 1:6       | 0:2 (H)   | 1:4 (A) |
| 2005/06   | UEFA Champions League         | 1. Qualifikationsrunde | Sheriff Tiraspol      | 1:6       | 1:4 (H)   | 0:2 (A) |
| 2006/07   | UEFA-Pokal                    | 1. Qualifikationsrunde | Rapid Bukarest        | 0:6       | 0:5 (A)   | 0:1 (H) |
| 2007/08   | UEFA-Pokal                    | 1. Qualifikationsrunde | Litex Lowetsch        | 0:7       | 0:3 (H)   | 0:4 (A) |
| 2009/10   | UEFA Europa League            | 2. Qualifikationsrunde | Maccabi Netanja       | 0:3       | 0:0 (H)   | 0:3 (A) |
| 2010/11   | UEFA Europa League            | 1. Qualifikationsrunde | HNK Šibenik           | 0:3       | 0:0 (A)   | 0:3 (H) |
| 2013/14   | UEFA Europa League            | 1. Qualifikationsrunde | Xəzər Lənkəran        | 1:2       | 1:1 (H)   | 0:1 (A) |
| 2014/15   | UEFA Europa League            | 1. Qualifikationsrunde | Ferencváros Budapest  | 2:3       | 1:1 (H)   | 1:2 (A) |
| 2024/25   | UEFA Conference League        | 2. Qualifikationsrunde | FC Noah Jerewan       | 0:7       | 0:7 (A)   | 0:0 (H) |

Gesamtbilanz: 88 Spiele, 12 Siege, 8 Unentschieden, 68 Niederlagen, 52:242 Tore (Tordifferenz −190)

### Stationen im Europapokal
Bei ihren insgesamt 39 Teilnahmen im Europapokal konnten die Sliema Wanderers sich viermal gegen eine andere Mannschaft durchsetzen und waren in der Saison 1968/69 die erste maltesische Vereinsmannschaft, die sich auf sportlichem Wege für die zweite Runde in einem europäischen Wettbewerb qualifizieren konnte. Seinerzeit schalteten die Wanderers den luxemburgischen Pokalsieger US Rumelange aufgrund der Auswärtstorregel (1:0 und 1:2) aus und drei Jahre später (1971/72) setzten sie sich eindrucksvoll (4:0 und 0:0) gegen den isländischen Meister ÍA Akranes durch. In der Saison 1996/97 setzten die Wanderers sich gegen den georgischen Vertreter Margveti Sestaponi durch, was nach der 1:3-Heimniederlage nicht mehr zu erwarten war. Doch das Rückspiel wurde 3:0 gewonnen. Zum bisher letzten Mal warf der Sliema Wanderers FC in der Saison 2003/04 mit dem lettischen Meister Skonto Riga einen Gegner aus dem Rennen, wobei man wieder von der Auswärtstorregel (2:0 und 1:3) profitierte.
Weitere positiv herausragende Ergebnisse waren Heimsiege wie das 1:0 gegen Panathinaikos Athen (1965) sowie zwei 2:1-Erfolge gegen Boavista Porto (1979) und Partizan Belgrad (2000), aber auch die knappe 0:1-Niederlage beim FC Barcelona (1980). Mehrmals schieden die Wanderers durch knappe Resultate aus, wie 1974 gegen Lahden Reipas (2:0 und 1:4), 1976 gegen TPS Turku (2:1 und 0:1 aufgrund der Auswärtstorregel), 2013 gegen Xəzər Lənkəran (1:1 und 0:1) und 2014 gegen Ferencváros Budapest (1:1 und 1:2).
Ansonsten waren aber auch deftige Gesamtniederlagen (aus Hin- und Rückspiel) keine Seltenheit, wie zum Beispiel 1968 gegen Randers Freja (0:8), 1970 gegen AB Kopenhagen (2:10), 1972 gegen Górnik Zabrze (0:10), 1996 gegen Odense BK (1:9) und 2003 gegen den FC Kopenhagen (1:10), um nur die Gesamtergebnisse mit mindestens acht Toren Differenz zu nennen. Die bitterste von allen Niederlagen aber war das 0:17 (0:12 im Hinspiel und 0:5 im Rückspiel) gegen Swansea City im Europapokal der Pokalsieger 1982/83.
Der höchste Sieg war das 4:0 gegen ÍA Akranes in der Saison 1971/72 und die höchste Niederlage das 0:12 bei Swansea City in der Saison 1982/83; die höchste Niederlage überhaupt, die je eine maltesische Vereinsmannschaft in einem europäischen Wettbewerb hinnehmen musste.

## Spieler
- Ruggieru Friggieri (1922–1925)
- Tony Nicholl (1932–1956)
- Joe Cini (1960–1973)
- Carmel Busuttil (1994–2002)
- Luke Dimech (1995–2001)
- Michael Mifsud (1997–2001, 2004)

## Vereinspräsidenten

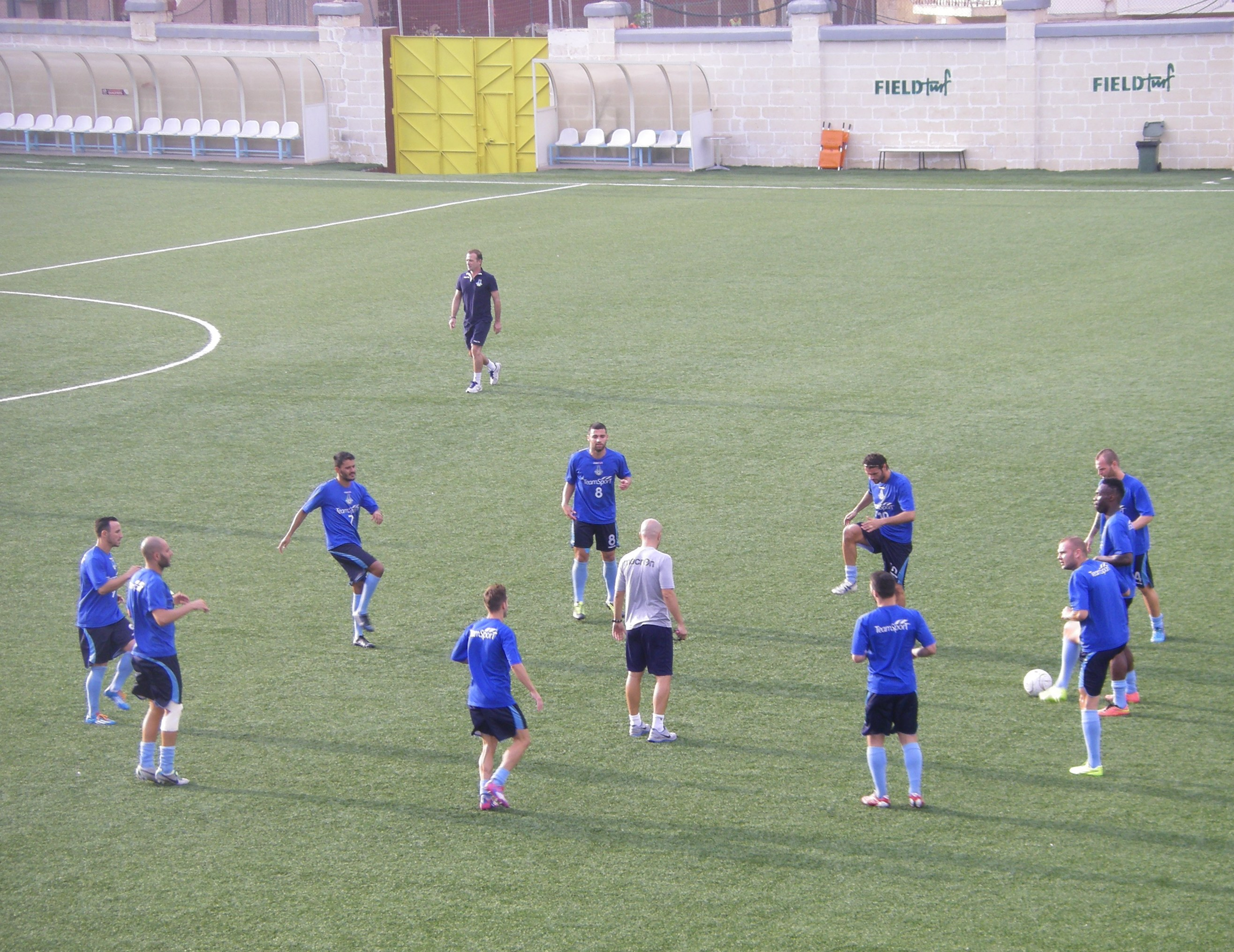
Abschlusstraining der Sliema Wanderers unmittelbar vor einem Ligaspiel der Saison 2014/15.

- 1908–1922: F. Schembri Zarb
- 1922–1925: A.W. Azzopardi
- 1925–1927: C. Cassar Torreggiani
- 1927–1950: A.W. Azzopardi
- 1950–1951: J. Calascione
- 1951–1953: E.J. Scicluna
- 1953–1955: J. Bonnici Soler
- 1955–1959: E. Meli
- 1959–1961: A. Stagno Navarra
- 1961–1962: E. Meli
- 1962–1987: G. Bonello du Puis
- 1987–1993: H. Messina Ferrante
- 1993–1995: J. Sullivan
- 1995–2008: Robert Arrigo
- 2008–2011: Steve Abela
- 2011–2020: Keith Perry
- seit 2020: Jeffrey Farrugia